# Medaile svobody krále Kristiána X.
Medaile svobody krále Kristiána X. (dánsky Kong Christian den Tiendes frihedsmedaille) je dánská pamětní medaile založená králem Kristiánem X. v roce 1946.

## Historie a pravidla udílení
Medaile byla založena dánským králem Kristiánem X. dne 5. května 1946. Udílena byla za zvláštní služby Dánsku během druhé světové války.
Medaile byla vytvořena jako ocenění za speciální přínos k boji za osvobození Dánska. Především měla být udělena cizincům, kteří během okupace Dánska Němci bojovali na dánské straně či prosazovali jeho zájmy. Mohla být udělena i občanům Dánska, kteří pobývali v zahraničí za zvláště aktivní prosazování boje za svobodné Dánsko.
Medaile byla udílena především za vojenskou službu, ale obdrželi ji i politici a další civilisté. Jako první medaili obdržel švédský diplomat Folke Bernadotte. Byla udělena významným monarchům, britským politikům mezi nimiž byl i Winston Churchill a také československému ministru zahraničí Janu Masarykovi. Udělena byla i některým umělcům, například klavíristovi a komikovi židovského původu Victoru Borgemu.

## Popis medaile
Medaile pravidelného kulatého tvaru je vyrobena ze stříbra. Na přední straně je podobizna krále Kristiána X. Na vnějším okraji je nápis CHRISTIANUS X REX DANIÆ. Na zadní straně je uprostřed medaile nápis PRO DANIA 1940–45. Nápis je obklopen věncem z dubových listů. Ke stuze je medaile připojena pomocí přechodového prvku ve tvaru královské koruny.
Stuhu tvoří tři stejně široké pruhy v barvě červené, bílé a červené.